# 2016年沖縄県議会議員選挙
第12回沖縄県議会議員一般選挙（だい12かいおきなわけんぎかいぎいんいっぱんせんきょ）または2016年沖縄県議会議員選挙（2016ねんおきなわけんぎかいぎいんせんきょ）は、2016年5月27日に告示され、6月5日投開票された沖縄県議会の議員を選出するための一般選挙である。
5月5日時点で、定数48に対し与党系36・野党系22・中立系12の計70人が出馬を予定し、いわゆる「オール沖縄」勢力と呼ばれる与党（現有24議席）が引き続き安定多数を確保できるか、野党（現有14議席）や中立（現有8議席）が議席を増やし与党過半数割れとなるか、が最大の焦点となった。2014年沖縄県知事選挙で知事が仲井眞弘多から翁長雄志に交代してから初めての県議選であり、翁長県政の普天間基地移設問題への対応や地域経済振興策などに評価が下されるものと見られた。国政レベルでは、同年7月10日投開票予定の第24回参議院議員通常選挙の前哨戦としても注目された。

## 基礎データ
- 選挙事由：任期満了
- 告示日：2016年5月27日
- 投票日：2016年6月5日
- 議員定数：48名
- 選挙区：13選挙区（うち1選挙区で無投票）
- 候補者数：71名（うち2人が無投票当選）

## 選挙結果
6月5日に投票が行われ即日開票。この結果、県政与党が改選前の24議席から27議席（社民6人、共産6人、社大3人、諸派3人、無所属9人の計27人）に伸ばし、過半数を獲得。一方、県政野党の自民は1議席増の15議席を獲得した。この他、中立の立場として公明が4人、おおさか維新が2人の議席をそれぞれ獲得し、民進は議席を獲得できなかった。
| 党派             | 改選時 議席数 | 改選時勢力区分        | 立候補 者数 | 当選者 数 | 増減 | 新勢力区分            | 備考 |
| ---------------- | ------------- | --------------------- | ----------- | --------- | ---- | --------------------- | ---- |
| 自由民主党       | 13            | 野党13                | 19          | 14        | +1   | 野党14                |      |
| 社会民主党       | 5             | 与党5                 | 6           | 6         | +1   | 与党6                 |      |
| 日本共産党       | 5             | 与党5                 | 7           | 6         | +1   | 与党6                 |      |
| 公明党           | 4             | 中立4                 | 4           | 4         | 0    | 中立4                 |      |
| おきなわ維新の会 | 2             | 中立2                 | 3           | 2         | 0    | 中立2                 |      |
| 沖縄社会大衆党   | 2             | 与党2                 | 3           | 3         | +1   | 与党3                 |      |
| 結の会           | 2             | 与党2                 | 3           | 3         | +1   | 与党3                 |      |
| 民進党           | 0             |                       | 1           | 0         | 0    |                       |      |
| 諸派             | 0             |                       | 2           | 0         | 0    |                       |      |
| 無所属           | 14            | 与党10、野党1、中立2  | 23          | 10        | -4   | 与党9、野党1          |      |
| （欠員）         | 1             |                       | -           | -         | -1   |                       |      |
| 合計             | 48            | 与党24、野党14、中立8 | 71          | 48        | 0    | 与党27、野党15、中立6 |      |

投票率は53.31%で、前回に次ぐ歴代2番目の低さであった。

### 開票ミス
国頭郡区において開票作業にミスが発生した。5日11時20分、与党系の吉田勝廣を「当選」、自民党の具志堅透を「落選」と発表したが、翌1時42分、具志堅を「当選」、吉田を「落選」と当選者が入れ替わったことを発表した。また中頭郡区でも当選者の順位が入れ替わる混乱が発生した。沖縄県選挙管理委員会の当山尚幸委員長は、「集計ミスで皆さまにご迷惑をおかけした。おわび申し上げたい。県選管の発表で、ぬか喜びさせたのであれば大変申し訳ない」と陳謝する一方、「選管ではいまだに確定していない。まだ何か問題があれば、いまマスコミが発表しているのも違う結果になりうる」とも発言をした。

## 当選した議員
自民党   公明党 
 社民党 
 沖縄社大党 
 共産党 
 維新の会 
 無所属(翁長系) 
 無所属(その他) 
| 名護市           | 末松文信   | 親川敬     |          |          |          |
| うるま市         | 照屋大河   | 照屋守之   | 山内末子 | 仲田弘毅 |          |
| 沖縄市           | 仲村未央   | 花城大輔   | 金城勉   | 玉城満   | 嘉陽宗儀 |
| 宜野湾市         | 又吉清義   | 新垣清涼   | 宮城一郎 |          |          |
| 浦添市           | 赤嶺昇     | 金城泰邦   | 西銘純恵 | 当山勝利 |          |
| 那覇市・南部離島 | 比嘉瑞己   | 西銘啓史郎 | 比嘉京子 | 當間盛夫 | 渡久地修 |
| 那覇市・南部離島 | 翁長政俊   | 上原章     | 崎山嗣幸 | 狩俣信子 | 糸洲朝則 |
| 那覇市・南部離島 | 山川典二   |            |          |          |          |
| 豊見城市         | 島袋大     | 瀬長美佐雄 |          |          |          |
| 島尻・南城市     | 座波一     | 大城憲幸   | 大城一馬 | 玉城武光 |          |
| 糸満市           | 新垣新     | 上原正次   |          |          |          |
| 宮古島市         | 座喜味一幸 | 亀浜玲子   |          |          |          |
| 石垣市           | 砂川利勝   | 次呂久成崇 |          |          |          |
| 国頭郡           | 平良昭一   | 具志堅透   |          |          |          |
| 中頭郡           | 新里米吉   | 中川京貴   | 仲宗根悟 | 新垣光栄 | 瑞慶覧功 |

### 補欠選挙
| 年     | 月  | 選挙区         | 当選者   | 当選政党 | 欠員     | 欠員政党 | 欠員事由         |
| ------ | --- | -------------- | -------- | -------- | -------- | -------- | ---------------- |
| 2018年 | 8月 | うるま市選挙区 | 山内末子 | 無所属   | 山内末子 | 無所属   | うるま市長選出馬 |
| 2018年 | 8月 | 石垣市選挙区   | 大浜一郎 | 自民党   | 砂川利勝 | 自民党   | 石垣市長選挙出馬 |

## 選挙区割改編
平成27年沖縄県条例第44号により、今回の県議選から選挙区割が以下のように改編された。定数は48のままであるが、島尻郡と南城市の合区により、選挙区の数が14から13となった。
| 名護市選挙区（定数2） うるま市選挙区（定数4） 沖縄市選挙区（定数5） 宜野湾市選挙区（定数3） 浦添市選挙区（定数4） 豊見城市選挙区（定数2） 糸満市選挙区（定数2） | 那覇市・南部離島選挙区（定数11） 島尻郡・南城市選挙区（定数4） 宮古島市（宮古郡を含む）選挙区（定数2） 石垣市（八重山郡を含む）選挙区（定数2） 国頭郡（伊平屋村・伊是名村を含む）選挙区（定数2） 中頭郡選挙区（定数5） |